# John Cameron (compositeur)
Pour les articles homonymes, voir John Cameron et Cameron.
John Cameron, né le 20 mars 1944 à Woodford (Borough londonien de Redbridge), est un compositeur, arrangeur, chef d'orchestre et musicien britannique.
Dès l'âge de 12 ans, il commence à se produire dans des concours de talents et, à 14 ans, il joue du piano jazz dans des pubs de Croydon. Il fait ses études à l'École primaire du comté de Wallington et au Corpus Christi College de Cambridge, où il est contemporain de Daryl Runswick. En plus de se produire sur la scène locale du jazz, Cameron devient également vice-président du club de comédie Cambridge Footlights, où il participe à l'écriture de textes et se produit avec Eric Idle.
Il est connu pour ses nombreuses compositions au cinéma — notamment dans Kes (1969), Terreur dans la nuit (1973), Une maîtresse dans les bras, une femme sur le dos (1973) ou Le miroir se brisa (1980) —, à la télévision et sur les planches, ainsi que pour ses contributions à des enregistrements pop, notamment ceux de Donovan, de Cilla Black et du groupe Hot Chocolate. La version instrumentale de Cameron de Whole Lotta Love de Led Zeppelin est devenue un succès pour son groupe Collective Consciousness Society et, pendant de nombreuses années, une version de l'arrangement de Cameron a été utilisée comme générique de l'émission Top of the Pops de la BBC,.

## Filmographie
- 1969 : Kes
- 1970 : Every Home Should Have One
- 1970 : The Rise and Rise of Michael Rimmer
- 1971 : Black Beauty
- 1972 : The Ruling Class
- 1972 : The Strange Vengeance of Rosalie
- 1972 : Made
- 1973 : Psychomania
- 1973 : Charley One-Eye
- 1973 : Une maîtresse dans les bras, une femme sur le dos (A Touch of Class)
- 1973 : Terreur dans la nuit (Night Watch)
- 1973 : Scalawag'
- 1973 : Who?
- 1974 : Sex Play
- 1974 : Moments
- 1975 : Out of Season
- 1975 : Whiffs
- 1975 : The Man from Nowhere
- 1976 : I Will… I Will… For Now
- 1976 : Come una rosa al naso
- 1976 : The Great Scout & Cathouse Thursday
- 1977 : Nasty Habits
- 1978 : Lovelier Than Love
- 1979 : The London Connection
- 1979 : Lost and Found
- 1979 : Sunburn
- 1980 : Le miroir se brisa (The Mirror Crack’d)
- 1982 : Jimmy the Kid
- 1983 : The Jigsaw Man
- 1984 : The Young Visiters
- 1988 : Hawks
- 1997 : Driftwood
- 2001 : To End All Wars
- 2006 : After…